# Шамшидинова, Куляш Ногатаевна
Куляш Ногатаевна Шамшидинова (4 марта 1958; село Бескайнар, Коксуский район, Талды-Курганская область, Казахская ССР, СССР) — казахстанский государственный и общественный деятель. Министр образования и науки Республики Казахстан (25 февраля — 13 июня 2019 года). Заслуженный учитель Казахстана (2022).

## Биография
Куляш Ногатаевна Шамшидинова Родилась 4 марта 1958 года в селе Бескайнар, Коксуского района Талды-Курганской области.
В 1979 году окончила химический факультет Казахского государственного университета им. С. М. Кирова.

## Трудовая деятельность
С 1979 по 1981 годы — учитель химии средней школы.
С 1981 по 1987 годы — секретарь Кировского райкома, первый секретарь Гвардейского райкома, секретарь Талды-Курганского обкома ЛКСМК.
С 1987 по 1988 годы — инструктор Талды-Курганского обкома партии.
С 1988 по 1991 годы — секретарь Талды-Курганского горкома партии.
С 1991 по 1992 годы — заместитель директора Талды-Курганского областного института усовершенствования учителей.
С 1992 по 1996 годы — директор средней школы № 18 города Талдыкоргана.
С 1996 по 2002 годы — заместитель акима города Талдыкоргана.
С февраль 2002 года по май 2005 года — вице-министр образования и науки Республики Казахстан.
С 23 мая 2005 года по апрель 2007 года — генеральный директор Национального научно-практического образовательно-оздоровительного центра «Бобек».
С апрель 2007 года по октябрь 2009 года — вице-министр образования и науки Республики Казахстан.
С октябрь 2009 года по февраль 2019 года — председатель правления АО «Назарбаев Интеллектуальные школы».
С 25 февраля до 13 июня 2019 года — Министр образования и науки Республики Казахстан

## Награды и звания
- 2022 (14 октября) — присвоено почётное звание «Қазақстанның еңбек сіңірген ұстазы» (Заслуженный учитель Казахстана) награда вручена из рук президента РК в Акорде.[2]
- 2008 — Орден Курмет[3]
- 2014 — Орден Парасат[4]
- Награждена правительственными и государственными юбилейными медалями РК.
- «Почётный работник образования Республики Казахстан» и «Отличник образования Республики Казахстана».
- Медаль «10 лет независимости Республики Казахстан» (2001)
- Медаль «10 лет Конституции Республики Казахстан» (2005)